# Rappolt (Patriziergeschlecht)

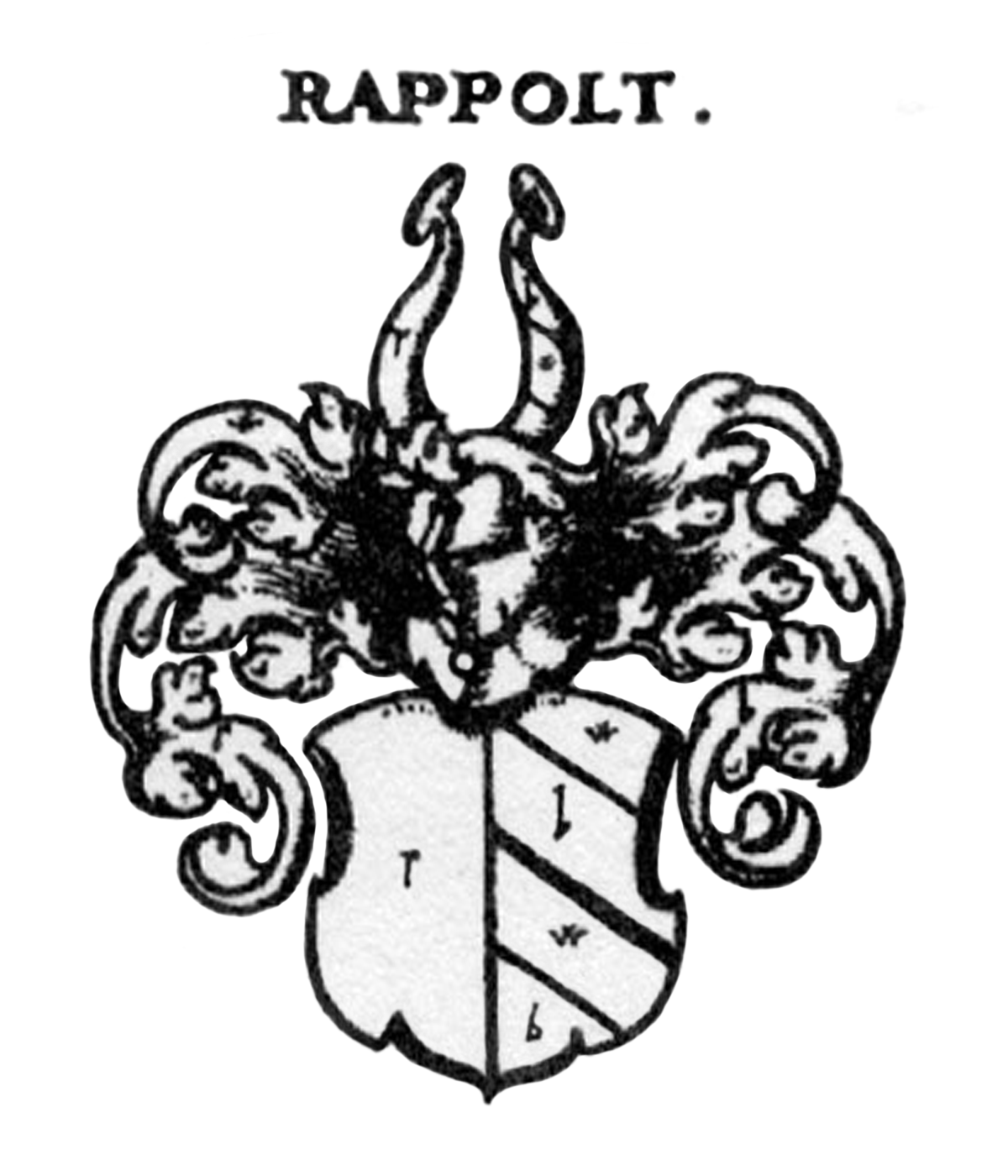
Wappen der Rappolt

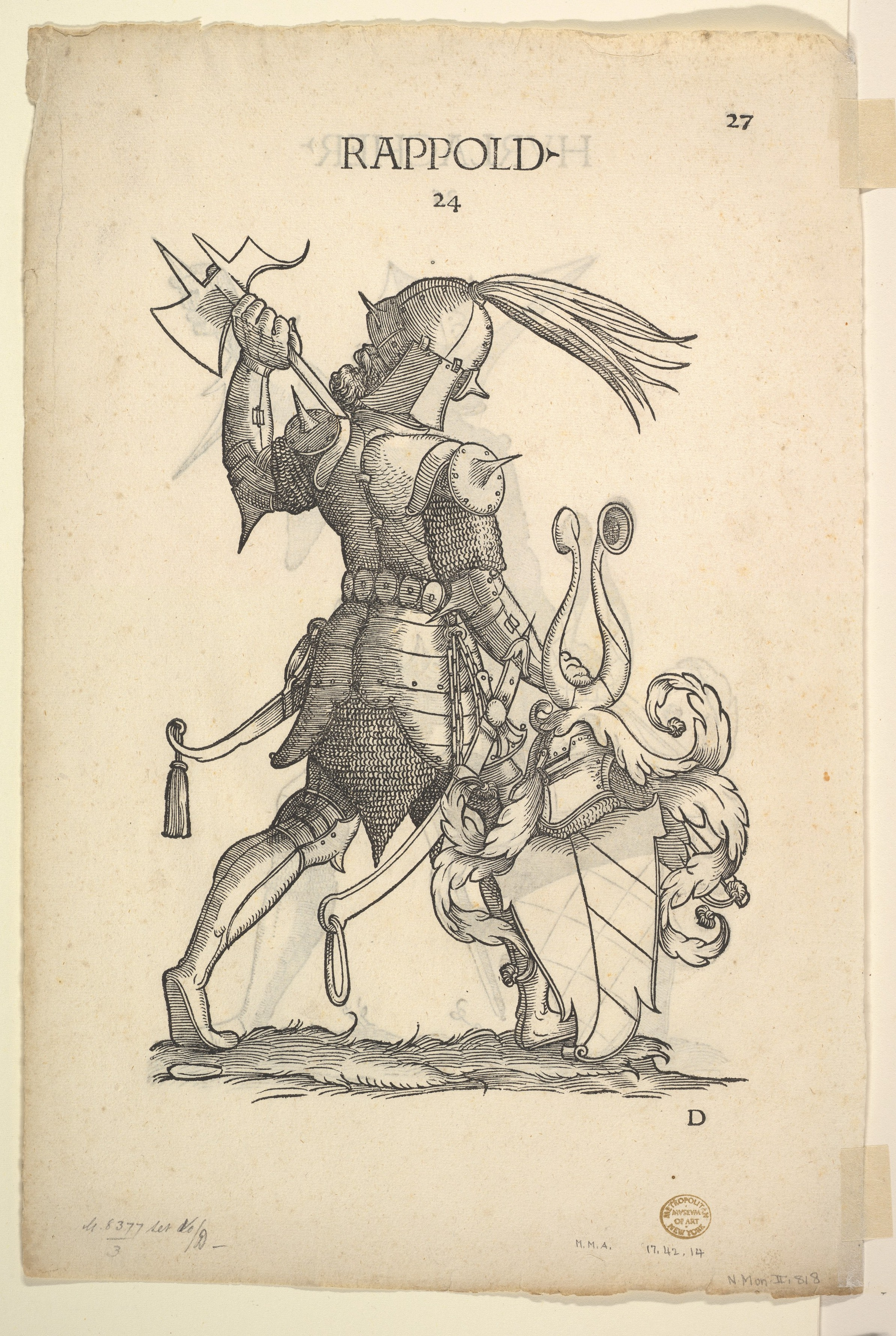
Wappen der Rappold aus einem Augsburger Geschlechterbuch

Rappolt, oder auch Rappold ist der Name einer alten Patrizierfamilie aus Kaufbeuren und Augsburg, die später in Nördlingen und Nürnberg ansässig wurde.

## Geschichte
1261 ist Ludwig Rappolt urkundlich in Augsburg erwähnt. Johann Rappolt († 1359), Mitglied einer Patrizierfamilie aus Kaufbeuren zog durch seine Heirat mit Gertrud Langenmantel nach Augsburg, wo er das Bürgerrecht erlangte. 1338 wurde er Mitglied des Rats und fungierte darauf von 1336 bis 1359 mit Unterbrechung mehrmals als Stadtpfleger. 1362 stiftete die Familie der Kirche St. Moritz einen Altar. 1370 schlich sich der Ritter Jakob Pütrich bewaffnet auf das Gögginger Tor und nahm unter anderem Thomas Rappolt gefangen, worauf Pütrich von Peter Langenmantel und Hanns Groß ergriffen, selbst im Rathaus eingekerkert wurde. 1380 übergab Bertlin der Portner den Ort Gutenberg an seine Schwiegersöhne Hans Rappolt und Arnold von Gereut. Der Sohn von Johann, Rüdiger Rappolt († 1410), der bereits vor Einführung der Zünfte dem Rat angehörte, bekleidete 1377, 1381, 1384 und 1388 das Amt des Bürgermeisters bzw. Stadtpflegers. 1381 nahm Otto von Sontheim, drei Augsburger, darunter Ulrich Rappolt gefangen, worauf Söldner aus Ulm diese wiederum befreiten. Im ersten Drittel des 15. Jahrhunderts verkauften die Rapolt´schen Erben ihren Anteil an dem Ort Gutenberg an den Landsberger Bürger Konrad Schmalholz. 
1404 sind in Augsburg Rüdiger und dessen Söhne, Johann und Rüdiger die Raupot bezeugt. 1411 besaß der Augsburger Bürger Franz Rappold eine Hube in Gersthofen. Der Kaufmann Johann Rappolt († nach 1429) lässt sich abwechselnd als Bürger in Augsburg und Nürnberg nachweisen, zwischen 1415 und 1416 hielt er sich in Donauwörth und Landsberg auf und sein Bruder Franz Rappolt († um 1410) in Nördlingen. 1424 erwähnt das Lehensbuch des Hochstiftes Augsburg Hans Rappolt zu Nördlingen, mit der halben Taverne in Blindheim belehnt. Der jüngste Sohn von Rüdiger, Daniel Rappolt, Chorherr zu St. Moritz starb 1420 als letzter in Augsburg ansässiger seines Geschlechts. Der 1405 aus Nördlingen zugezogene Thomas Rappolt wurde Stammvater des Nürnberger Zweiges. 1489 erscheint Hanns Rappold als Mitglied des Rats und Baurichter zu Nürnberg. Friedrich Rappolt († nach 1513) aus Nürnberg gründete vor 1500 in Schneeberg ein bedeutendes Silberbergwerk. Sein Sohn erster Ehe Augustin Rappolt (* um 1495) wurde Gewerke in Sankt Joachimsthal. Der Urenkel von Augustin Rappolt war der Theologe, Rektor der Universität Leipzig und Dichter Friedrich Rappolt.

## Wappen
„Schild der Länge nach geteilt: Rechts Rot ohne Bild, links von Silber und Blau dreimal schräg rechts geteilt.“

## Genealogie (Auswahl)
- Johann Rappolt († 1359); ⚭ Gertrud Langenmantel
  - Rüdiger Rappolt († 1410); ⚭ NN von Gollenhofen
    - Johann Rappolt († nach 1429)
    - Franz Rappolt († um 1410)
    - Rüdiger Rappolt († 1411)
    - Daniel Rappolt († 1420)
    - NN Rappolt; ⚭ Johannes Langenmantel

  - Thomas Rappolt († nach 1372)